# Кубок Томаса 1958
Кубок Томаса — международный турнир мужских команд по бадминтону (женским аналогом является Uber Cup). С 1949 по 1982 год Кубок Томаса проходил каждые три года, затем — каждые два года.
Двенадцать сборных оспаривали Кубок Томаса в сезоне 1951—1952. В соответствии с правилами участники были разделены на три региональные отборочные зоны: Тихоокеанский регион, Европу и Америку. Победитель каждой зоны играл в плей-офф.

## Зональные соревнования
Победитель двух предыдущих игр из Азиатской зоны, Индия проиграла Таиланду в первом раунде со счётом 8-1. Таиланд в итоге выиграл в Азиатской зоне, победив Пакистан со счётом 9-0. В Австралийской зоне впервые побеждает Индонезия. В Северо-Американском регионе выигрывает Америка. В Европейской зоне выигрывает Дания.

## Сборные участвовавшие в плей-офф

### Команды
Азия
- Таиланд

Австралия и Океания
- Индонезия

Европа
- Дания

Северная Америка
- Соединённые Штаты Америки

### Финал и полуфинал

#### Полуфинал
Таиланд 7 — 2 Соединённые Штаты Америки
Индонезия 6 — 3 Дания

#### Финал
Индонезия 8 — 1 Таиланд